# Jane Longstaff
Pour les articles homonymes, voir Longstaff.
Mary Jane Longstaff FLS EPG, née Donald, le 27 août 1855 à Carlisle, et morte le 19 janvier 1935 à Bath, est une malacologiste britannique, spécialiste des fossiles de gastéropodes du Paléozoïque et membre de la Société géologique de Londres (1919). Botaniste distinguée, elle est également membre de la Linnean Society of London (1906).

## Biographie
Jane Donald est la fille aînée de Matthieu Hodgson Donald, industriel, et d'Henrietta Maria Roper. Elle fait ses études secondaires à Londres, puis suit des cours à l'école de beaux-arts de Carlisle.
Elle est une scientifique autodidacte, et s'intéresse surtout aux escargots et à d'autres espèces de mollusques. Elle fait sa première communication sur ce thème devant une société savante du Cumberland en 1881. L'un des auditeurs, John George Goodchild, un expert de la British Geological Survey, l'incite à entreprendre une étude de certains groupes de coquillages fossiles peu connus.
Elle publie une vingtaine d'articles sur les fossiles de gastéropodes, en commençant par les fossiles du Cumberland, en 1885. Elle réalise une révision taxonomique d'ampleur, durant plusieurs décennies, et publie une série d'articles dans le Journal of the Geological Society, dont le dernier paraît en 1933. Elle étudie également les fossiles de gastéropodes de la collectionneuse écossaise, Elizabeth Gray. Son travail taxonomique reste valide, notamment ses études sur les gastéropodes du Carbonifère au Royaume-Uni et en Irlande, qui fait encore autorité.
Sa situation de femme et son statut de chercheur amateur limitent son accès aux collections de fossiles et aux possibilités de faire des communications scientifiques. Néanmoins, elle visite les musées à travers le Royaume-Uni pour faire ses observations. Longstaff s'avère une illustratrice scientifique compétente, ce dont témoignent les croquis qui accompagnent ses articles. Elle adhère à l'Association des géologues en 1883. En 1889, elle obtient le prix Murchison Fund, qui récompense les travaux de chercheurs de moins de 40 ans,. Elle s'intéresse aussi à la botanique, et en 1906, elle est élue membre de la Linnean Society of London. La Société géologique de Londres n'accepte l'adhésion des femmes qu'à partir de 1919, année où elle en devient membre.
En août 1906, elle épouse George Blundell Longstaff, lépidoptériste amateur et neveu de l'entomologiste William Spence. Ils font des voyages d'études, pour collecter des spécimens de papillons pour lui et de mollusques pour elle, en Afrique, en Australie, dans les Antilles britanniques et en Amérique du Sud. Elle continue ses propres publications et aide son mari en réalisant les annexes de son livre Butterfly Hunting in many Lands (1912). Son article consacré aux mollusques d'eau douce et terrestres du sud Soudan est sa publication la plus importante,. Elle rapporte en Angleterre quelques escargots terrestres de l'espèce Achatina zebra, et publie un article sur leurs habitudes en captivité en 1921. Ces animaux la passionnent assez pour qu'elle élève des escargots terrestres géants chez elle.
Jane Longstaff meurt à l'hôtel Spa, à Bath le 19 janvier 1935. Son neveu donne ses collections au musée d'histoire naturelle de Londres. Certains éléments de ses collections sont conservés au musée national d'Écosse à Édimbourg, au Hunterian Museum de Glasgow, au Tullie House Museum and Art Gallery de Carlisle et dans les collections du British Geological Survey.

## Distinctions
- 1883 : Membre de la Geologists' Association (en)
- 1898 : Récipiendaire The Murchison Fund (en)[9]
- 1906 : Membre de la Linnean Society of London
- 1919 : Membre de la Société géologique de Londres